# Fyodor Rostopchin
Conde Fyodor Vasilyevich Rostopchin (em russo:  Фёдор Васи́льевич Ростопчи́н; Oriol, 23 de março de 1763 — 30 de janeiro de 1826) foi um político russo, prefeito de Moscou durante a Campanha da Rússia de 1812. Ele caiu em desgraça logo após o Congresso de Viena, ao qual ele acompanhou o czar Alexandre I. Ele aparece como um personagem no romance Guerra e Paz de 1869 de Leo Tolstoy, em que ele é apresentado de forma muito desfavorável.